# Liste der Baudenkmale in Neukloster
In der Liste der Baudenkmale in Neukloster sind alle denkmalgeschützten Bauten der mecklenburgischen Stadt Neukloster und ihrer Ortsteile aufgelistet. Grundlage ist die Veröffentlichung der Denkmalliste des Kreises Nordwestmecklenburg mit dem Stand vom 16. September 2020.

## Baudenkmale nach Ortsteilen

### Neukloster
| ID   | Lage                               | Bezeichnung                                                              | Beschreibung | Bild                                                                     |
| ---- | ---------------------------------- | ------------------------------------------------------------------------ | --- | ------------------------------------------------------------------------ |
| 995  | (Karte)                            | Gedenkstein auf dem Jahrhundertberg                                      | | Gedenkstein auf dem Jahrhundertberg                                      |
| 1005 | (Karte)                            | Kirche mit Friedhof                                                      | | Weitere Bilder                                                           |
| 1013 | (Karte)                            | Kriegsdenkmal                                                            | | Kriegsdenkmal                                                            |
| 994  | (Karte)                            | Friedhof                                                                 | | Friedhof                                                                 |
| 979  | Alter Markt 12 (Karte)             | Wohnhaus                                                                 | | Wohnhaus                                                                 |
| 980  | August-Bebel-Allee 5 (Karte)       | Schulbauten: Komplex der Sehschwachenschule und der Landesblindenanstalt | | Schulbauten: Komplex der Sehschwachenschule und der Landesblindenanstalt |
| 981  | Bahnhofstraße 2 (Karte)            | Wohnhaus                                                                 | | Wohnhaus                                                                 |
| 982  | Bahnhofstraße 11 (Karte)           | Villa                                                                    | | Villa                                                                    |
| 983  | Bahnhofstraße 12 (Karte)           | Wohnhaus                                                                 | | Wohnhaus                                                                 |
| 984  | Bahnhofstraße 16 (Karte)           | Wohnhaus                                                                 | | Wohnhaus                                                                 |
| 986  | Bergstraße 11 (Karte)              | Villa                                                                    | | Villa                                                                    |
| 987  | Bergstraße 12 (Karte)              | Wohn- und Geschäftshaus                                                  | | Wohn- und Geschäftshaus                                                  |
| 988  | Bergstraße 16 (Karte)              | Wohnhaus                                                                 | | Wohnhaus                                                                 |
| 988a | Bergstraße 18 (Karte)              | Wohnhaus                                                                 | | Wohnhaus                                                                 |
| 1635 | Bergstraße 43 (Karte)              | Mühle                                                                    | | Mühle                                                                    |
| 990  | Bergstraße/Goethestraße 25 (Karte) | Wohnhaus                                                                 | | Wohnhaus                                                                 |
| 991  | Eichholzstraße 17, 19 (Karte)      | Wohnhaus                                                                 | | Wohnhaus                                                                 |
| 996  | Goethestraße 1 (Karte)             | Hofanlage                                                                | | Hofanlage                                                                |
| 997  | Goethestraße 13 (Karte)            | Wohnhaus                                                                 | | Wohnhaus                                                                 |
| 998  | Goethestraße 17 (Karte)            | Wohnhaus                                                                 | | Wohnhaus                                                                 |
| 1000 | Hauptstraße 18 (Karte)             | Wohn- und Geschäftshaus                                                  | | Wohn- und Geschäftshaus                                                  |
| 1001 | Hauptstraße 24 (Karte)             | Wohnhaus                                                                 | | Wohnhaus                                                                 |
| 1002 | Hauptstraße 27 (Karte)             | Rathaus                                                                  | | Rathaus                                                                  |
| 1003 | Hauptstraße 31 (Karte)             | Wohn- und Geschäftshaus                                                  | Erbaut: 1801/1850 Die ehemalige Büdnerei ist ein eingeschossiges dreiachsiges massives Backsteinhaus. Der Stadtbildprägende Bau ist ein Beispiel für die Umgestaltung einer Büdnerei in Neukloster | Wohn- und Geschäftshaus                                                  |
| 1004 | Hauptstraße 39 (Karte)             | Wohnhaus                                                                 | | Wohnhaus                                                                 |
| 999  | Hauptstraße 8 (Karte)              | Post                                                                     | | Post                                                                     |
| 1010 | Kirchstraße (Karte)                | Probstei                                                                 | | Weitere Bilder                                                           |
| 1009 | Kirchstraße (Karte)                | Kutscherhaus sog. Torhaus                                                | | Kutscherhaus sog. Torhaus                                                |
| 1006 | Kirchstraße 2 (Karte)              | Pfarrhaus                                                                | | Pfarrhaus                                                                |
| 1007 | Kirchstraße 3 (Karte)              | ehem. Küsterwohnhaus                                                     | | ehem. Küsterwohnhaus                                                     |
| 1011 | Klosterstraße 5 (Karte)            | Wohnhaus                                                                 | | Wohnhaus                                                                 |
| 1012 | Klosterstraße 9 (Karte)            | Wohnhaus                                                                 | | Wohnhaus                                                                 |
| 1014 | Kussiner Straße 1 (Karte)          | Wohnhaus                                                                 | | Wohnhaus                                                                 |
| 1600 |                                    | Meilenstein                                                              | |                                                                          |

### Neuhof
| ID  | Lage      | Bezeichnung                       | Beschreibung | Bild |
| --- | --------- | --------------------------------- | ------------ | ---- |
| 977 | Gutsweg 2 | Wirtschaftsgebäude der Gutsanlage |              |      |

### Nevern
| ID   | Lage          | Bezeichnung | Beschreibung | Bild |
| ---- | ------------- | ----------- | ------------ | ---- |
| 1021 | Dorfstraße 19 | Bauernhof   |              |      |

### Nevern-Ausbau
| ID   | Lage                 | Bezeichnung | Beschreibung | Bild |
| ---- | -------------------- | --- | ------------ | ---- |
| 1413 | Straße Tollow-Nevern | Bauernhof m. Wohnhaus, Viehhaus, Scheune m. Remise, Backhaus, Hofmauer, Schachtbrunnen, Zufahrtsdamm m. Trockenmauer u. Hofpflasterung |              |      |

### Ravensruh
| ID   | Lage             | Bezeichnung         | Beschreibung | Bild |
| ---- | ---------------- | ------------------- | --- | ---- |
| 1089 | Ravensruh 15, 16 | Gutsanlage mit Park | Gutshaus mit Park, Wohnhaus, ehem. Schmiede, ehem. Schnitterkaserne, Tagelöhnerkaten Sanierter 1-gesch., 7-achs. Backsteinbau von 1806 mit Mansarddach und 2-gesch. Mittelrisalit 2-gesch. Schmiede aus Backstein. |      |

## Ehemalige Baudenkmale

### Neukloster
| ID   | Lage          | Bezeichnung                                | Beschreibung | Bild |
| ---- | ------------- | ------------------------------------------ | ------------ | ---- |
| 985  | Bergstraße 1  | Wohnhaus (gestrichen am 10. Dezember 1996) |              |      |
| 1008 | Kirchstraße 4 | ehem. Amtsschreiberhaus u. Stallgebäude    |              |      |

### Nevern
| ID   | Lage       | Bezeichnung | Beschreibung | Bild |
| ---- | ---------- | ----------- | ------------ | ---- |
| 1019 | Dorfstraße | Kate        |              |      |

## Quelle
- Denkmalliste des Landkreises Nordwestmecklenburg (Stand: 9. November 2023; PDF, 1,2 MByte)